# Campeonato Nacional da 1ª Divisão de Andebol 1963–64
O Campeonato Português de Andebol Masculino (Seniores) de 1963/64 foi a 12ª edicão, competição organizada pela Federação de Andebol de Portugal. O campeonato nacional teve nesta época um grande crescimento surgindo planeado com a participação de 12 equipas duas por cada associação regional mas com a desistência dos clubes da AA de Viseu a tabela final ficou com dez equipas. Por uma questão logística os jogos foram disputados aos fins-de-semana opondo equipas de duas Associações. FC Porto conquistou o seu 7º Título. (2º consecutivo - Bicampeão).

## CN Classificação
| Pos | Equipa             | J  | V  | E | D  | GM  | GS  | Diff | Pts |
| --- | ------------------ | -- | -- | - | -- | --- | --- | ---- | --- |
| 1   | FC Porto           | 18 | 17 | 0 | 1  | 346 | 210 | +136 | 34  |
| 2   | Sporting CP        | 18 | 14 | 0 | 4  | 292 | 203 | +89  | 28  |
| 3   | Naval Setubalense  | 18 | 12 | 0 | 6  | 331 | 236 | +95  | 24  |
| 4   | Vitória de Setúbal | 18 | 11 | 1 | 6  | 342 | 281 | +61  | 23  |
| 5   | Salgueiros         | 18 | 11 | 1 | 6  | 285 | 243 | +42  | 23  |
| 6   | Paramos            | 18 | 7  | 1 | 10 | 253 | 282 | -29  | 15  |
| 7   | Vareiro            | 18 | 6  | 1 | 11 | 244 | 309 | -65  | 13  |
| 8   | Almada             | 18 | 6  | 0 | 12 | 193 | 231 | -38  | 12  |
| 9   | Académica          | 18 | 4  | 0 | 14 | 206 | 315 | -109 | 8   |
| 10  | Celas              | 18 | 0  | 0 | 18 | 156 | 338 | -182 | 0   |